# Giovanni Silvestri (editore)
Giovanni Silvestri (Milano, 19 o 22 aprile 1778 – 9 settembre 1855) è stato un tipografo e editore italiano.
Figlio di Antonio e di Anna Conti, a otto anni rimase orfano di entrambi i genitori ed entrò nell'orfanotrofio dei Martinitt, dove rimase sino al diciottesimo anno di età e imparò il mestiere di tipografo.
Nel 1799 divenne direttore della tipografia di Gaetano Motta e lo stesso anno si sposò con Maria Teresa Alvergni di Cremona; intanto si fece editore in proprio di alcuni libri e, col ricavato, nel 1800 acquistò un torchio. Nel 1801 fu assunto dalla Società tipografica dei classici italiani, di cui diresse la stamperia sino al 1814.  Nel 1813 iniziò la pubblicazione della collana che lo rese autonomo e famoso: la Biblioteca scelta di opere italiane antiche e moderne, che nel 1855 giunse ad annoverare 587 volumi.
Tra questi si ricordano, del 1835, i Colloqui con sé stesso di Marco Aurelio Antonino.
Dopo iniziale sepoltura nel cimitero di San Gregorio, i suoi resti furono traslati in una celletta del nuovo Cimitero Monumentale di Milano.